# Adolfin (województwo lubelskie)
Adolfin – kolonia w Polsce położona w województwie lubelskim, w powiecie chełmskim, w gminie Siedliszcze.
W latach 1975–1998 miejscowość administracyjnie należała do województwa chełmskiego. 
Kolonia wraz z koloniami Juliannów i Jankowice stanowi sołectwo Adolfin. Według Narodowego Spisu Powszechnego (III 2011 r.) liczyła 48 mieszkańców i była 25. co do wielkości miejscowością gminy Siedliszcze.
Wierni Kościoła rzymskokatolickiego należą do parafii Chrystusa Pana Zbawiciela w Podgórzu.